# Олд Шонитаун (Илиноис)
Олд Шонитаун (енгл. Old Shawneetown) град је у америчкој савезној држави Илиноис.

## Демографија
По попису из 2010. године број становника је 193, што је 85 (-30,6%) становника мање него 2000. године.
| Група             | 2000.       | 2010.       |
| Белци             | 274 (98,6%) | 188 (97,4%) |
| Афроамериканци    | 0 (0,0%)    | 1 (0,5%)    |
| Азијати           | 0 (0,0%)    | 0 (0,0%)    |
| Хиспаноамериканци | 3 (1,1%)    | 1 (0,5%)    |
| Укупно            | 278         | 193         |